# Byrsophyllum ellipticum
Byrsophyllum ellipticum är en måreväxtart som först beskrevs av George Henry Kendrick Thwaites, och fick sitt nu gällande namn av Joseph Dalton Hooker. Byrsophyllum ellipticum ingår i släktet Byrsophyllum och familjen måreväxter. IUCN kategoriserar arten globalt som sårbar. Inga underarter finns listade i Catalogue of Life.